# Мохуватка гребінчаста
Мохува́тка гребінча́ста (Cristatella mucedo) — вид мохуваток з родини Кристателіди.

## Таксономія
Cristatella mucedo — єдиний вид роду Cristatella.
Синоніми:
- Cristatella idae Leydy, 1858
- Cristatella lacustris Potts, 1884
- Cristatella mirabilis Dalyell, 1834
- Cristatella mucedo var. genuina Kraepelin, 1887
- Cristatella mucedo var. idae Leydy, 1858
- Cristatella ophidioidea Hyatt, 1866
- Cristatella vagans Lamarck, 1816

Підвиди:
- Cristatella mucedo mucedo Cuvier, 1798
- Cristatella mucedo idae (Leidy, 1858)

## Поширення та чисельність
Ареал охоплює Європу, Західний Сибір, озеро Байкал, Північну Америку.
В Україні зустрічаються поодинокі колонії та їхні скупчення в середній течії Дніпра, включаючи річку Ворскла, у верхній течії Сіверського Дінця та в Оскільськім водосховищі.

## Морфологічні ознаки

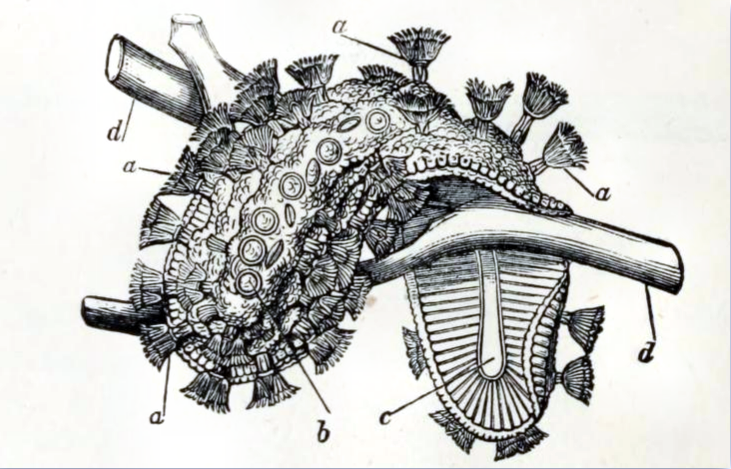
Колонія Cristatella mucedo повзе по стеблу водної рослини:
a — окремі особини з короною щупалець у формі підкови;
b — статобласти;
c — м'язова підошва, за допомогою якої колонія повзає;
d — стебло водної рослини.

Мохуватки гребінчасті утворюють видовжену, драглисту, прозору колонію, яка нагадує дуже волохату гусінь. Середня довжина колонії становить 3-5 см, але колонії можуть сягати 30 см завдовжки та 1 см завширшки. Всередині колонії утворюються статобласти — внутрішні бруньки. Статобласти круглі, темнозабарвлені, з плавальним кільцем по обидва боки та з гачкуватими шипами. М'язова підошва колонії дозволяє їй повзати зі швидкістю від 0,1-1,5 до 10 см на день. Невеликі колонії (менш ніж 10 особин), які не мають статобластів, важко відрізнити від Lophophodella carteri.
Одна мохуватка має до 100 щупалець, які утворюють корону (лофофор). Діаметр лофофора — приблизно 1 мм.

## Особливості біології

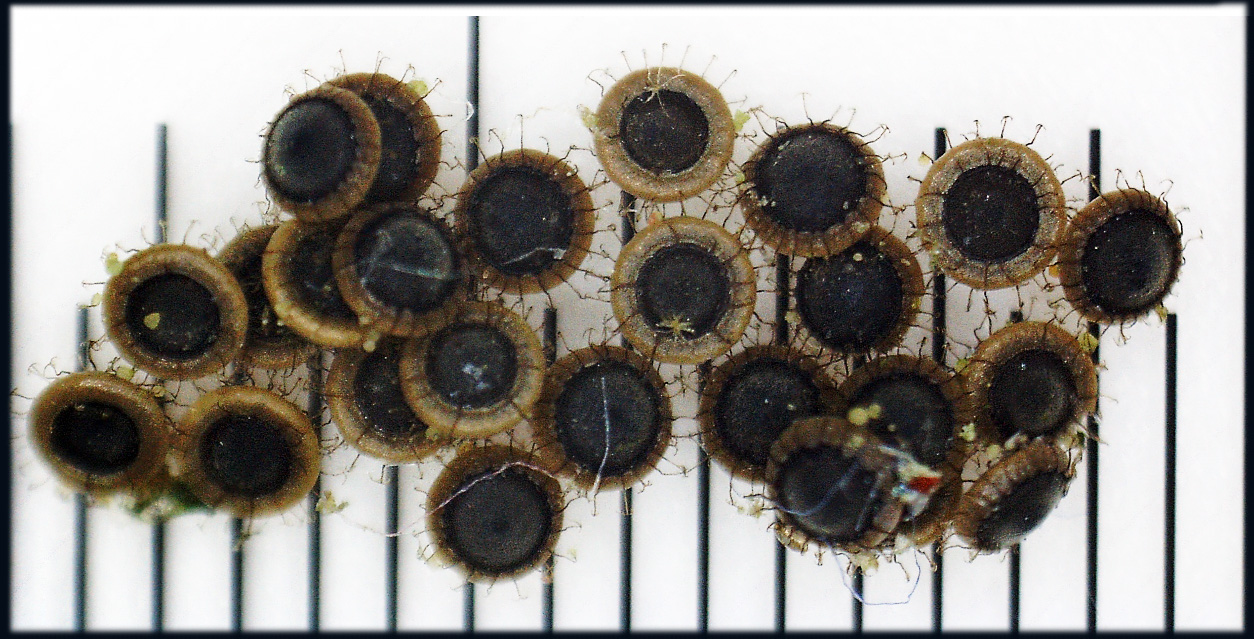
Статобласти

Прісноводний вид. Місцем перебування є стариці річок або озера зі стоячими або слабко проточними водами. Віддає перевагу холодній воді. Вид приурочений до зарослих макрофітами ділянок на глибині від 1 до 34 м. Колонії зростають на листі водних рослин, на куширі Ceratophyllum demersum. Зустрічаються як на природних, так і штучних субстратах. Колонія росте з початку літа і вироджується восени.
Харчується мохуватка за допомогою щупалець, які створюють рух води в напрямку до рота тварини. При цьому з води фільтруються різні мікроорганізми та рештки органічних речовин (детрит).
Розмноження відбувається безстатевим способом — брунькуванням. При сприятливих умовах особина відокремлюється від колонії й брунькуванням започатковує нову колонію. Також мохуватки можуть розмножуватись статобластами. Восени при настанні несприятливих умов батьківський організм відмирає, і статобласти випадають з його тіла. Завдяки повітряним камерам статобласти плавають у воді, переносячи холод і висихання. Навесні в статобласті розвивається зародок, що перетворюється на мохуватку. Статеве розмноження відбувається на початку літа, але не є необхідним для виживання виду. У великій кількості мохуватки можуть з'являтись у другій половині літа.
Мохуватка гребінчаста є одною з не багатьох прісноводних мохуваток, які не уникають світла.

## Заходи охорони
Причинами зміни чисельності виду є погіршення стану біотопів унаслідок руйнування річкових долин, евтрофікації водойм.
Вид занесений до Червоної книги Харківської області зі статусом «вразливий». Чисельність і область поширення виду суттєво скоротилась.